# Biga (Turchia)
Biga è una città e distretto nella provincia di Çanakkale nella regione di Marmara in Turchia. È situata vicino al fiume Granico 90 km a nord-est della città di Çanakkale. Stando al censimento del 2000 il distretto di Biga ha 77169 abitanti mentre la città 27549.
La città è conosciuta per essere il sito dove un tempo sorgeva l'antico insediamento di Pegea più tardi chiamato Pigas.
Vicino alla città nel 334 a.C. si svolse la battaglia del Granico.

## Galleria d'immagini

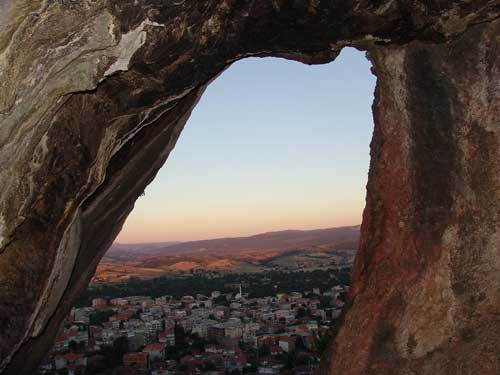
Panaroma di Biga da Balıkkaya
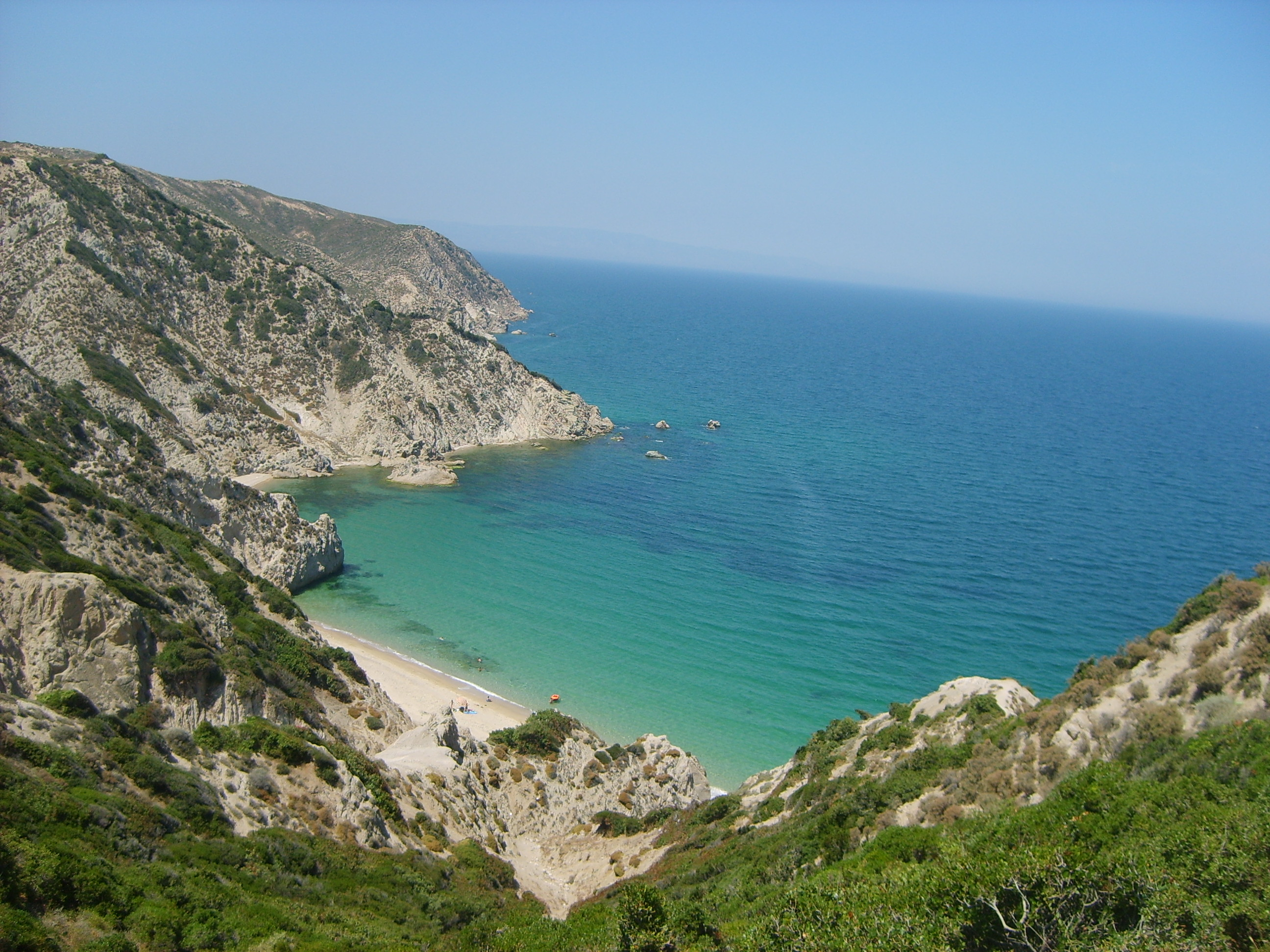
Le spiagge di Kocakum a Karabiga
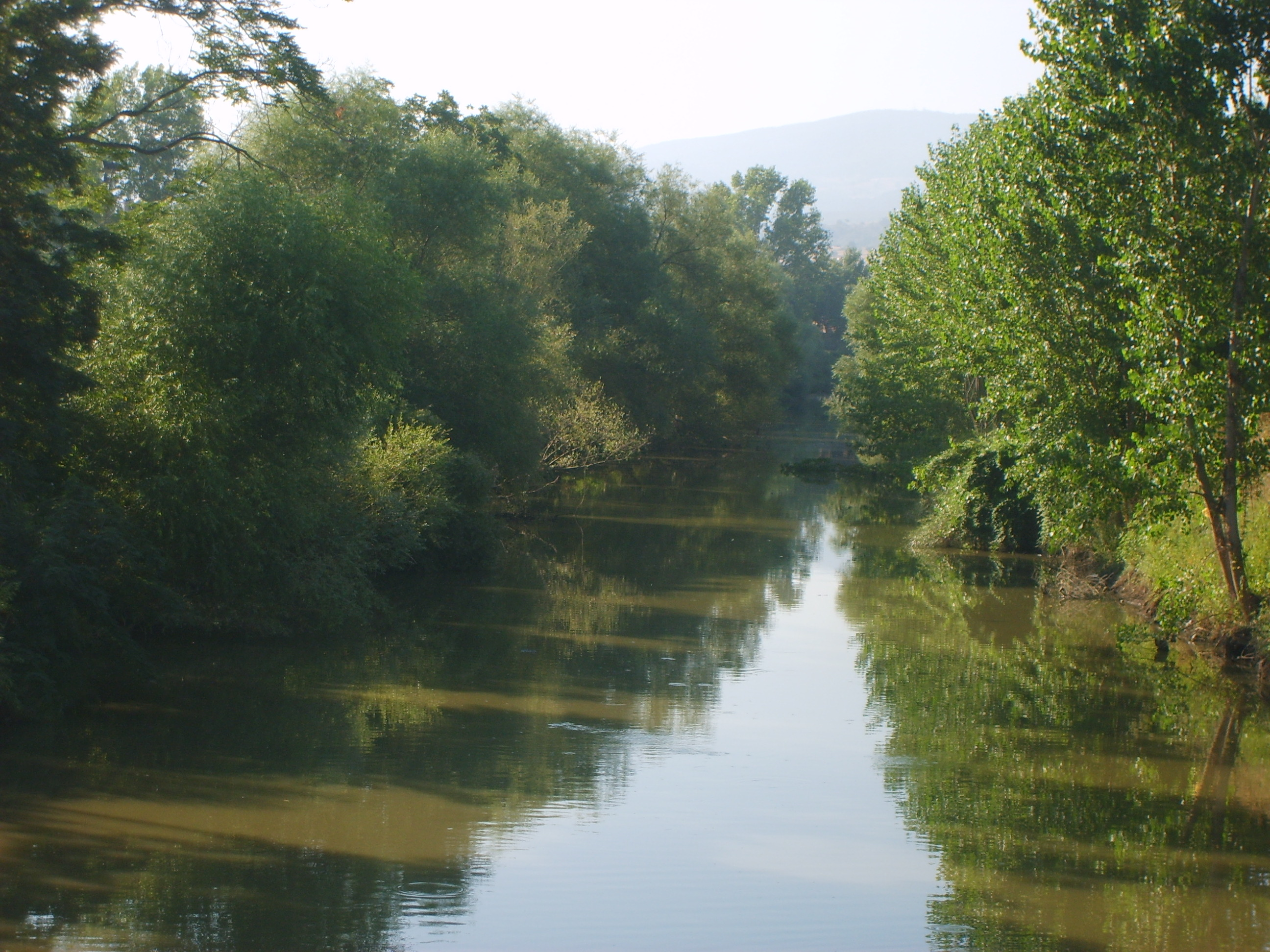
Il fiume Biga Çayı (fiume Granicus) a Biga
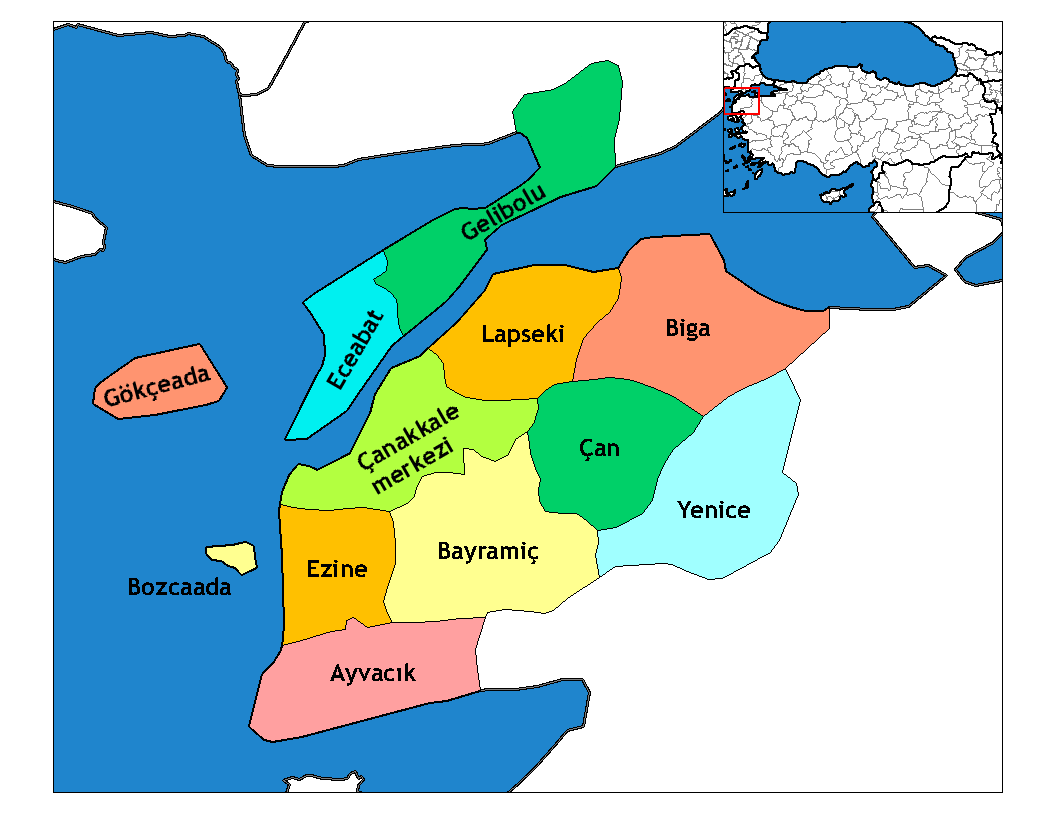
Posizione di Biga nella Turchia